# Лисенко, Вячеслав Константинович
Вячеслав Константинович Лисенко (19 (31) марта 1873, Москва — 4 февраля 1934, Киев) — русский и советский писатель
, шашист.
Начал печататься в 18 лет. Сотрудничал в газетах и журналах народнического и социал-демократического направления. В 1907—1908 в журнале «Русское богатство» была напечатана его повесть «Стены». Большинство литературных произведений опубликовал под псевдонимом Вячеслав Артемьев. В 1914—1917 написал пять драматических произведений, две пьесы («Рабы жизни» и «Предатели») были поставлены на сцене.
В. К. Лисенко был известным шашистом. В I чемпионате СССР (1924) занял 4-е место, выиграл I чемпионат УССР.
В книге «Первая книга шашиста: Курс дебютов и принципы позиции» в главе XI «Иные дебюты» предложил названия неисследованных к тому времени (1926) дебютов: «вилочка» и «обратная вилочка», а также «отыгрыш», «Игра Медкова», «старая партия» (1. cd4 dc5. 2. bc3 ed6. 3. cb4 ba5 4. db6 ac3 5. db4 ac5 с комментарием: « дебют не выгоден для черных» С. 178) и других. Среди других предложенных дебютных схем: «обратная игра Медкова» (1. ef4 fe5 2. fe3 gf6 3. ed4 hg7 с комментарием: «мне не разу в литературе не пришлось видеть такой партии», С.162), «северный дебют» (1.cd4 bc5 2.d: b6 a: c5 — сейчас именуется «Новое начало»), «южный дебют» (1.ef4 fg5 2. de3 — «Игра Боброва» — gh4 3. cd2 с комментарием: «играется слабыми игроками. Белые проигрывают партию». С.176)

## Книги
- Честь: Рассказ. Киев, 1904. 32 с.
- Стены и другие рассказы / Вячеслав Артемьев. Киев : Гонг, 1910. 242 с.
- Архаровцы и другие рассказы / Вячеслав Артемьев. Харьков, 1911. 236 с.
- Власть плоти: [Рассказы] / Вячеслав Артемьев. Москва : Современные проблемы, [1915]. 272 с.
- Царь Додон: Поэма / Вячеслав Артемьев. Самара, 1918. 32 с. (Сатира и юмор; Кн. 2).
- Первая книга шашиста: Курс дебютов и принципы позиции. Ленинград : Наука и школа, 1926. 196 с.
- Без подвига: Роман. Ленинград : Прибой, 1929. 302, [2] с.